# Concentus Musicus Wien
«Concentus Musicus Wien» (лат. concentus musicus «музыкальное согласие», «музыкальная гармония» и нем. Wien Вена) — австрийский инструментальный ансамбль старинной музыки, старейший «барочный оркестр». Оркестр основал (в 1953 году) и более 60 лет возглавлял Николаус Арнонкур. Музыканты оркестра играют на так называемых «исторических» инструментах, типичных для движения аутентичного исполнительства. 

## Краткая характеристика
Concentus Musicus основал в Вене в 1953 году корифей аутентичного движения Николаус Арнонкур, совместно с супругой Алисой Арнонкур (р. 1930). Он же возглавлял оркестр до 2015 года. Первый публичный концерт состоялся в 1957 в венском замке Шварценберг. Концертмейстером оркестра до 1985 года была А.Арнонкур, с 1986 — Эрих Хёбарт (Höbarth). С 2016 года у оркестра нет постоянного руководителя, им попеременно дирижируют Хёбарт, Андреа Бишоф (второй концертмейстер) и Штефан Готфрид (клавесинист, долгие годы ассистировавший Арнонкуру). Концертами и звукозаписями Concentus Musicus руководил почти исключительно Арнонкур, после его смерти в качестве гостей с оркестром выступают известные дирижёры-аутентисты, в том числе Диего Фазолис. Для исполнений хоровой музыки привлекались Хор Венской госоперы, Хор Арнольда Шёнберга, Баховский хор Стокгольма, Венский хор мальчиков, Chorus Viennensis, гамбургский Монтеверди-хор и др.
В центре репертуара Concentus musicus с самого начала была музыка западноевропейского барокко и венской классической школы. Оркестр гастролировал (с 1960) по всему миру (в США с 1966). Concentus musicus — постоянный участник (c 1993) Зальцбургского фестиваля и фестиваля Styriarte в Граце (с 1985); участвовал также в других международных музыкальных фестивалях, среди которых Би-Би-Си Промс (1999). 
Дискография Concentus musicus обширна. Первая пластинка оркестра — Бранденбургские концерты И.С. Баха — вышла в 1965 году (фонограмма записана в апреле 1964 года). Крупнейший проект в дискографии Concentus Musicus — полный комплект церковных кантат И.С. Баха, осуществлённый Н. Арнонкуром совместно с Г. Леонхардтом в 1970—1990 гг. Concentus musicus участвовал в записях барочных и классических (в том числе, редко звучащих) опер, среди них «Орфей», «Коронация Поппеи» и «Улисс» К. Монтеверди, «Дидона и Эней» и «Королева фей» Г. Пёрселла, «Роланд-рыцарь» (Orlando paladino) Й. Гайдна, «Луций Сулла», «Заида» и «Царь-пастух» В.А. Моцарта. Значительное место в дискографии оркестра занимают записи ораторий и кантат Г.Ф. Генделя: «Саул» (с Д. Фишером-Дискау), «Самсон», «Мессия» (2 записи, в т.ч. с М. Липовшек), «Иевфай», «Торжество Александра», «Теодора», два Te Deumа, ода ко Дню св. Цецилии.